# Vîșenka, Mostîska
Vîșenka (în ucraineană Вишенька) este un sat în comuna Pidliskî din raionul Mostîska, regiunea Liov, Ucraina.

## Demografie
Componența lingvistică a localității Vîșenka
     Ucraineană (96,4%)
Conform recensământului din 2001, majoritatea populației localității Vîșenka era vorbitoare de ucraineană (96,4%), existând în minoritate și vorbitori de polonă (3,6%).